# Jazep Saławiej
Jazep Saławiej, biał. Язэп Салавей, Jazep Saławiej (zm. 21 stycznia 1926 w Wilnie) – białoruski dziennikarz, działacz społeczny i oświatowy, redaktor naczelny pisma "Homan".
Przed 1914 rokiem pracował jako robotnik w Wilnie. W czasie okupacji niemieckiej (1915–18) angażował się w białoruski ruch narodowy na Wileńszczyźnie, był m.in. członkiem Białoruskiej Socjaldemokratycznej Grupy Robotniczej, Białoruskiego Komitetu Ludowego, Wileńskiej Rady Białoruskiej.
Od połowy 1917 roku do końca 1918 roku stał na czele redakcji czasopisma "Homan". Po 1921 roku mieszkał w polskiej części Białorusi, w latach 1924–26 redagował propolsko nastawione czasopismo "Hramadzki hołas".